# Rhodopis planisiliqua
Rhodopis planisiliqua là một loài thực vật có hoa trong họ Đậu. Loài này được (L.) Urb. miêu tả khoa học đầu tiên.